# Ahmed Touba
Ahmed Touba (Roubaix, 13 marzo 1998) è un calciatore belga naturalizzato algerino, difensore del Malines, in prestito dall'İstanbul Başakşehir, e della nazionale algerina.

## Carriera

### Club
Nato in Francia e trasferitosi da giovanissimo in Belgio, è cresciuto calcisticamente nel vivaio del Club Bruges, fino all'esordio con la prima squadra del club, avvenuto il 1º maggio 2017 in una partita del massimo campionato belga contro lo Zulte Waregem. Nel 2018 si è trasferito in prestito all'OH Lovanio e nel 2019 in prestito nella massima serie bulgara, al Beroe.
Prelevato nel 2020 dagli olandesi dell'RKC Waalwijk, ha militato per due anni nella massima serie olandese, per poi trasferirsi nel 2022 all'İstanbul Başakşehir, nella massima serie turca.
Il 27 agosto 2023 è stato ingaggiato dal Lecce con la formula del prestito.
Non riscattato dai pugliesi, con cui ha trovato poco spazio, il 4 settembre 2024 viene ceduto nuovamente a titolo temporaneo, questa  volta ai belgi del Malines.

### Nazionale
A livello giovanile ha rappresentato il Belgio in varie categorie. Nel giugno del 2021 ha esordito con la nazionale maggiore algerina, con la quale nel 2023 ha anche partecipato alla Coppa d'Africa.

## Statistiche

### Presenze e reti nei club
Statistiche aggiornate al 25 febbraio 2024.
| Stagione                   | Squadra                    | Campionato                 | Campionato | Campionato | Coppe nazionali | Coppe nazionali | Coppe nazionali | Coppe continentali | Coppe continentali | Coppe continentali | Altre coppe | Altre coppe | Altre coppe | Totale | Totale |
| Stagione                   | Squadra                    | Comp                       | Pres       | Reti       | Comp            | Pres            | Reti            | Comp               | Pres               | Reti               | Comp        | Pres        | Reti        | Pres   | Reti   |
| -------------------------- | -------------------------- | -------------------------- | ---------- | ---------- | --------------- | --------------- | --------------- | ------------------ | ------------------ | ------------------ | ----------- | ----------- | ----------- | ------ | ------ |
| 2016-2017                  | Club Bruges                | D1                         | 5          | 0          | CB              | 0               | 0               | UCL                | 0                  | 0                  | SB          | 0           | 0           | 5      | 0      |
| 2017-2018                  | Club Bruges                | D1                         | 3          | 0          | CB              | 0               | 0               | UCL+UEL            | 2+0                | 0+0                |             | -           | -           | 5      | 0      |
| Totale Club Bruges         | Totale Club Bruges         | Totale Club Bruges         | 8          | 0          |                 | 0               | 0               |                    | 2                  | 0                  |             | -           | -           | 10     | 0      |
| 2018-2019                  | OH Lovanio                 | D2                         | 9          | 0          | CB              | 0               | 0               |                    | -                  | -                  |             | -           | -           | 9      | 0      |
| 2019-2020                  | Beroe                      | 1L                         | 16         | 0          | CB              | 2               | 0               |                    | -                  | -                  |             | -           | -           | 18     | 0      |
| 2020-2021                  | RKC Waalwijk               | ED                         | 32         | 3          | CO              | 1               | 0               |                    | -                  | -                  |             | -           | -           | 33     | 3      |
| 2021-2022                  | RKC Waalwijk               | ED                         | 28         | 0          | CO              | 1               | 0               | -                  | -                  | -                  | -           | -           | -           | 29     | 0      |
| Totale RKC Waalwijk        | Totale RKC Waalwijk        | Totale RKC Waalwijk        | 60         | 3          |                 | 2               | 0               |                    | -                  | -                  |             | -           | -           | 62     | 3      |
| 2022-2023                  | İstanbul Başakşehir        | SL                         | 24         | 0          | TK              | 5               | 0               | UECL               | 10                 | 1                  | -           | -           | -           | 39     | 1      |
| ago. 2023                  | İstanbul Başakşehir        | SL                         | 1          | 0          | TK              | 0               | 0               | UECL               | 0                  | 0                  | -           | -           | -           | 1      | 0      |
| Totale İstanbul Başakşehir | Totale İstanbul Başakşehir | Totale İstanbul Başakşehir | 25         | 0          |                 | 5               | 0               |                    | 10                 | 1                  |             | -           | -           | 40     | 1      |
| 2023-2024                  | Lecce                      | A                          | 6          | 0          | CI              | 1               | 0               | -                  | -                  | -                  | -           | -           | -           | 7      | 0      |
| Totale carriera            | Totale carriera            | Totale carriera            | 124        | 3          |                 | 10              | 0               |                    | 12                 | 1                  |             | -           | -           | 146    | 4      |

### Cronologia presenze e reti in nazionale
| Cronologia completa delle presenze e delle reti in nazionale ― Algeria | Cronologia completa delle presenze e delle reti in nazionale ― Algeria | Cronologia completa delle presenze e delle reti in nazionale ― Algeria | Cronologia completa delle presenze e delle reti in nazionale ― Algeria | Cronologia completa delle presenze e delle reti in nazionale ― Algeria | Cronologia completa delle presenze e delle reti in nazionale ― Algeria | Cronologia completa delle presenze e delle reti in nazionale ― Algeria | Cronologia completa delle presenze e delle reti in nazionale ― Algeria |
| Data                                                                   | Città                                                                  | In casa                                                                | Risultato                                                              | Ospiti                                                                 | Competizione                                                           | Reti                                                                   | Note                                                                   |
| ---------------------------------------------------------------------- | ---------------------------------------------------------------------- | ---------------------------------------------------------------------- | ---------------------------------------------------------------------- | ---------------------------------------------------------------------- | ---------------------------------------------------------------------- | ---------------------------------------------------------------------- | ---------------------------------------------------------------------- |
| 3-6-2021                                                               | Blida                                                                  | Algeria                                                                | 4 – 1                                                                  | Mauritania                                                             | Amichevole                                                             | -                                                                      | 68’ 76’                                                                |
| 2-9-2021                                                               | Blida                                                                  | Algeria                                                                | 8 – 0                                                                  | Gibuti                                                                 | Qual. Mondiali 2022                                                    | -                                                                      |                                                                        |
| 29-3-2022                                                              | Blida                                                                  | Algeria                                                                | 1 – 2 dts                                                              | Camerun                                                                | Qual. Mondiali 2022                                                    | 1                                                                      | 97’                                                                    |
| 4-6-2022                                                               | Algeri                                                                 | Algeria                                                                | 2 – 0                                                                  | Uganda                                                                 | Qual. Coppa d'Africa 2023                                              | -                                                                      |                                                                        |
| 8-6-2022                                                               | Dar es Salaam                                                          | Tanzania                                                               | 0 – 2                                                                  | Algeria                                                                | Qual. Coppa d'Africa 2023                                              | -                                                                      | 73’ 87’                                                                |
| 12-6-2022                                                              | Doha                                                                   | Iran                                                                   | 1 – 2                                                                  | Algeria                                                                | Amichevole                                                             | -                                                                      |                                                                        |
| 27-9-2022                                                              | Bir El Djir                                                            | Algeria                                                                | 2 – 1                                                                  | Nigeria                                                                | Amichevole                                                             | -                                                                      |                                                                        |
| 16-11-2022                                                             | Bir El Djir                                                            | Algeria                                                                | 1 – 1                                                                  | Mali                                                                   | Amichevole                                                             | -                                                                      | 62’                                                                    |
| 19-11-2022                                                             | Malmö                                                                  | Svezia                                                                 | 2 – 0                                                                  | Algeria                                                                | Amichevole                                                             | -                                                                      |                                                                        |
| 23-3-2023                                                              | Baraki                                                                 | Algeria                                                                | 2 – 1                                                                  | Niger                                                                  | Qual. Coppa d'Africa 2023                                              | -                                                                      | 46’                                                                    |
| 20-6-2023                                                              | Annaba                                                                 | Algeria                                                                | 1 – 1                                                                  | Tunisia                                                                | Amichevole                                                             | -                                                                      |                                                                        |
| 12-10-2023                                                             | Costantina                                                             | Algeria                                                                | 5 – 1                                                                  | Capo Verde                                                             | Amichevole                                                             | -                                                                      |                                                                        |
| 16-10-2023                                                             | al-ʿAyn                                                                | Egitto                                                                 | 1 – 1                                                                  | Algeria                                                                | Amichevole                                                             | -                                                                      | 46’ 63’                                                                |
| 5-1-2024                                                               | Lomé                                                                   | Togo                                                                   | 0 – 3                                                                  | Algeria                                                                | Amichevole                                                             | -                                                                      | 81’                                                                    |
| 21-3-2025                                                              | Francistown                                                            | Botswana                                                               | 1 – 3                                                                  | Algeria                                                                | Qual. Mondiali 2026                                                    | -                                                                      | 39’                                                                    |
| Totale                                                                 |                                                                        | Presenze                                                               | 15                                                                     |                                                                        | Reti                                                                   | 1                                                                      |                                                                        |

## Palmarès

### Club

#### Competizioni nazionali
- Supercoppa del Belgio: 1

Club Bruges: 2016
- Campionato belga: 1

Club Bruges: 2017-2018